# Karlsruhe (Dakota Północna)
Karlsruhe – miasto w Stanach Zjednoczonych, w stanie Dakota Północna, w hrabstwie McHenry.